# Дебуккализация
Дебуккализация — фонетический процесс, закон или явление, при котором согласный звук теряет своё первоначальное место образования и переходит в глухой глоттальный щелевой [h], в гортанную смычку [ʔ] или подобные звуки. Произношение согласного как [h] иногда называется аспирацией, но аспирацией правильнее называть придыхание, сопровождающее взрывные согласные.
Слово «дебуккализация» происходит от лат. bucca «щека» и означает потерю места образования во рту, так что остаётся только место образования в гортанной щели (лат. glottis), в чём и заключается сущность дебуккализации.
Дебуккализация обычно рассматривается как разновидность лениции («ослабления»).
Дебуккализация, действующая или историческая, имеет место в очень многих языках или диалектах; ниже даны примеры только из некоторых.

## Гортанная смычка

### Английский
Большинство англоговорящих в Британии и многие в США дебуккализуют [t] до [ʔ] в двух позициях.
- В конце слова перед другим согласным.
  - get ready [ˈɡɛʔˈɹɛɾi]
  - not much [ˈnɑʔˈmʌtʃ]
  - not good [ˈnɑʔˈɡʊd]
  - it says [ɪʔˈsɛz]
- Перед слоговым [n̩], следующим за [l], [r], [n] или гласным ([t] в этой позиции может также подвергаться фаукальному взрыву).
  - Milton [ˈmɪlʔn̩]
  - Martin [ˈmɑɹʔn̩]
  - mountain [ˈmaʊnʔn̩]
  - cotton [ˈkɑʔn̩]

В кокни [t] заменяется на [ʔ] между гласными, плавными и носовыми (особенно заметно в слове bottle). Для этого явления существует также более специальное название — t-глоттализация.

### Баварский диалект
Баварский диалект немецкого языка дебуккализует p, t, k, b, d, g между согласными до [ʔ] (гласные в той же позиции подвергаются элизии). Так, Antn (утки) и Andn (Анды) произносятся одинаково: [anʔn], хотя говорящие в этих случаях реализуют различные фонемы: t и d. Вместо обычной баварской формы sàn(d) ([мы] есть) иногда произносят hàn(d).

## Глухой глоттальный (или фарингальный) щелевой

### Шотландский английский
В некоторых говорах шотландского диалекта английского вместо звука [θ] (на письме — th) может произноситься [h].

### Протогреческий
В протогреческом [s] перешло в [h] перед гласной в начале слова и между сонорантами (то есть гласными и наиболее звучными согласными). [h] между сонорантами было утрачено к древнегреческой эпохе. Древнегреческое [h] называется «густое придыхание».
Примеры:
- ПИЕ *swéḱuros «свёкор» > др.-греч. ἑκυρός [he.ky.rós] 
  - без дебуккализации: санскр. श्वशुर (śvaśura), лат. socer, рус. свёкор, др.-англ. sweor
- ПИЕ *septḿ̥ «семь» > др.-греч. ἑπτά [hep.tá]
  - без дебуккализации: хинди सात [sāt], лат. septem, рус. семь, англ. seven
- ПИЕ *suH- «свинья» > др.-греч. ὗς [hy᷇ːs]
  - без дебуккализации: хинди सूअर [sū'ar], лат. sūs, рус. свинья, англ. sow
- ПИЕ *somHós «(тот же) самый» > др.-греч. ὁμός [ho.mós]
  - без дебуккализации: хинди सम [səm], рус. самый, англ. same
- ПИЕ *h₁ésmi «(я) есть» > протогреч. *ehmi > др.-греч. εἰμί [eː.mí] «быть», «существовать»
  - без дебуккализации: санскр. अस्मि [ásmi], др.-рус. есмь, лат. sum, англ. is из ПИЕ *h₁ésti «он есть», оттуда же рус. есть «наличествует»

### Италийские языки
- *χ > h, *VɣV > VɦV, где V — гласные.

В праиталийском языке праиндоевропейское придыхательное *gʰ перешло в *χ в начале слова и в *ɣ в середине. Затем, скорее всего уже в отдельных италийских языках, произошла дебуккализация: *χ > [h], а также *ɣ > [ɦ] между гласными. (*ɣ в других позициях перешло в g в латинском и в f в оскско-умбрских языках.) Во всех италийских языках [h] записывалось так же, как [ɦ].
Примеры:
- ПИЕ *gʰh₁bʰ- «брать» > лат. habeō «имею», умбр. habia, оск. haieist (3-е л., ед.ч., буд. вр.)
  - без дебуккализации: англ. give «давать», валл. gafael «держать»
- ПИЕ *dʰerāgʰ- > лат. traho «тащу»
  - без дебуккализации: англ. drag «тащить», рус. дёргать
- ПИЕ *ǵʰortós «огороженное место» > лат. hortus «сад», оск. húrz «священная роща»
  - без дебуккализации: ирл. gort «пшеничное поле», др.-греч. χόρτος [kʰór.tos] «загон» (с оглушением придыхательных); от того же корня в другом варианте и рус. город

(Однако это не касается лабиализованного ПИЕ *gʷʰ.)
В оскском и умбрском также, в отличие от латинского, [k] переходит в [h] перед [t]:
- оск. ehtrad, умбр. ap-ehtre, но лат. extrā [ˈɛk.straː] «вне», «кроме»
- оск. rihtud, умбр. rehte, но лат. rēctō, rēctē «прямо»
- оск. saahtúm, умбр. sahatam, но лат. sānctum «священное»

Однако сочетание kt в оскском возможно, если оно образовалось в результате выпадения гласного между k и t (в умбрском такое k исчезает). Это свидетельствует о том, что до выпадения гласного переход [k]>[h] перед [t] был действующим фонетическим законом, тогда как ко времени выпадения он перестал действовать и остался историческим законом.

### Санскрит
В санскрите [s] и [r] переходят в «висаргу» [h] (в транслитерации IAST обозначается ḥ) перед паузой.
Пример: ПИЕ *kóh₂-mo- > прото-индо-иранское *kā́mas > санскр. कामः [ˈkɑː.mɐh] «желание».
Еще одна дебуккализация. Придыхательные ПИЕ *ǵʰ и *gʷʰ дали соответственно прото-индо-иранские *ȷ́h и *ǰh. В индо-арийской ветви они слились в *ǰh, которое затем не перед придыхательными согласными перешло в [h]. (Непридыхательные ПИЕ *ǵ и *gʷ аналогичным образом дали *ǰ, которое в [h] не переходило.)
Пример: ПИЕ *ǵʰéstos > прото-индо-иранское *ȷ́hástas > санскр. हस्तः [ɦɐstɐh] «кисть руки».
В живом санскрите замена конечных [s], [r] на [h] перед паузой была действующим фонетическим законом и не имела исключений.

### Иранские языки
[s] в праиранском перешло в [h] не перед шумными или [n].
Начальное ПИЕ *sw- > прото-индо-иранское *šw-. В иранской ветви это сочетание, вероятно, превратилось в *hv-, но такое [h], в зависимости от языка, часто переходит в глухой велярный фрикатив (звук как русское [х]).
Примеры:
- Прото-индо-иранское *ásuras > авест. ahurō, но > санскр. असुर (ásura)
- Прото-индо-иранское *sáwmas > авест. haoma, но > санскр. सोम (sóma).
- Прото-индо-иранское *sindʰus > авест. hiṇdu, др.-перс. hiⁿduš, но > санскр. सिन्धु (síndhu).

Ниже даны 5 примеров с теми же праиндоевропейскими словами или корнями, что и для древнегреческого выше. Данные праиндоевропейские лексемы были унаследованы и праиранским и протогреческим и подвергись дебуккализации и там и там, хотя условия дебуккализации в этих языках отличались.
- ПИЕ *swéḱuros «свёкор» > авест. xvasura-
  - но: санскр. श्वशुर (śvaśura), лат. socer, рус. свёкор, др.-англ. sweor
- ПИЕ *septḿ̥ «семь» > авест. hapta, хорезм. ʾβd
  - но: хинди सात [sāt], лат. septem, рус. семь, англ. seven
- ПИЕ *suH- «свинья» > авест. hū, осет. хуы
  - но: хинди सूअर [sū'ar], лат. sūs, рус. свинья, англ. sow
- ПИЕ *somHós «(тот же) самый» > авест. ham, др.-перс. hama, зазаки hem, курманджи hev
  - но: хинди सम [səm], рус. самый, англ. same
- ПИЕ *h₁ésmi «(я) есть» > авест. ahmī, др.-перс. aʰmiy
  - но: санскр. अस्मि [ásmi], др.-рус. есмь, лат. sum, , англ. is из ПИЕ *h₁ésti «он есть», оттуда же рус. есть «наличествует»

### Башкирский
В башкирском [s] в начале слова перешло в [h], что отличает этот язык от прочих кыпчакских языков. Например, татарскому сагыз («смола», «жвачка») соответствует башкирское һағыҙ («жевательная сера»).

### Бурятский
В бурятском [s] в начале и середине слова перешло в глухой фарингальный фрикатив. Пример: бур. Һарьдаг при монг. сарьдаг «голец».

### Якутский
с между гласными всегда переходит в һ — глухой фарингальный фрикатив. При этом һ не между гласными невозможен без дополнительных усилий. Таким образом, якутская дебуккализация является действующим фонетическим законом, а не историческим.
Кроме того, в якутском звуки ж, з, ц, ш, щ отсутствуют. В старых заимствованиях из русского з, ж, ш, ц заменяются на якутское с, которое между гласными превращается в һ. Якутские с и һ также соответствуют звукам типа с, ш, ж, з, ч в родственных словах из других тюркских языков.
Примеры:
- якут. биһик «люлька» при каз. бесік, тур. beşik
- якут. кыһыл «красный» при тув. кызыл, баш. ҡыҙыл
- якут. үһүөн «втроём» при үс «трое»
- якут. оһуор «узор» из рус. узор
- якут. баһыыба из рус. спасибо
- якут. баһаалыста из рус. пожалуйста
- но якут. хортуоска из рус. картошка — без дебуккализации, так как с попадает в позицию не между гласными

### Эвенкийский
В эвенкийском языке выделяют три наречия: северное, южное и восточное. Главным критерием для выделения наречий является фонетический: соответствие звуков с // һ:
- для южного (сибилянтного) наречия характерен согласный с в начале и в интервокальной позиции: сулаки — «лиса», аси — «женщина» (нет дебуккализации);
- для северного (спирантного) наречия характерен согласный һ в тех же позициях: һулаки — «лиса», аһи — «женщина» (дебуккализация во всех означенных позициях);
- в говорах восточного наречия в начальной позиции встречается с и һ, в интервокальной — только һ: сулаки, һулаки — «лиса», аһи — «женщина» (дебуккализация не обязательна в начале и обязательна между гласными).

(В отдельных говорах встречается соответствие с // ш.)

### Западно-иберийские языки

#### Испанский
Во всех диалектах южной Испании [s] и [θ] в конце слога переходит в [h] или [ɦ]. Такая же дебуккализация [s] имеет место во многих испанских диалектах Латинской Америки (фонема [θ] в латиноамериканских диалектах отсутствует).

#### Галисийский
В некоторых говорах галисийского (и говорах испанского под галисийским влиянием) [g] в большинстве случаев даёт [h], хотя возможны также [x] или глухой фарингальный фрикатив ħ. Это явление называется gheada. (Известна также гиперкоррекция (gueada), когда галисийцы, говоря на испанском, заменяют нормативное испанское [x] на якобы правильное [g].)